# Domenico Cuomo
Domenico Cuomo (Gragnano, 6 de febrero de 2004) es un actor italiano. Es conocido por interpretar a Gianni Russo en la serie de televisión italiana Mare Fuori (2020-2023).

## Biografía
Nacido en Gragnano, asistió al Centro Artístico Laborart de 2015 a 2020.
Comenzó su carrera como actor profesional en la tercera temporada de Gomorra, ficción producida por Sky Italia, interpretando a Cosimo. Posteriormente, es Antonio en la serie de Rai TV La amiga estupenda y, a partir de 2019, Gianni Russo, alias Cardiotrap, en Mare fuori, también producida por Rai. También en 2019, interpretó el papel de Lorenzo en Catch-22, miniserie protagonizada por George Clooney, Kyle Chandler y Hugh Laurie.
A partir de 2019, interpreta el papel de Mimmo Bruni en el drama Un professore. Debuta en la gran pantalla en 2020 con Alessandra - Un grande amore e niente più, y en 2023 pone cara y cuerpo al protagonista de la película de terror Mimì - Il principe delle tenebre, dirigida por primera vez por Brando De Sica.
En teatro, figura entre los protagonistas de los espectáculos Tredici - il musical contro il bullismo y Scugnizzi 2.0, ambos dirigidos por Amelia Mascia. Además, en 2023 es el narrador del documental Mi chiamo Giancarlo Siani.

## Carrera

### Cine
- Alessandra - Un grande amore e niente più, dirigida por Pasquale Falcone (2020)
- Mimì - Il principe delle tenebre, dirigida por Brando De Sica (2023)

### Televisión
- Gomorra – series de TV, 5 episodios (2017)
- La amiga estupenda – series de TV, episodios 1x01-1x02-1x03 (2018)
- Catch-22 – miniserie de televisión, 4 episodios (2019)
- Mare fuori – series de TV (2020-en curso)
- Il commissario Ricciardi – series de TV, episodio 1x03 (2021)
- Un professore – series de TV (2021-en curso)

### Documentales
- Mi chiamo Giancarlo Siani, dirigido por Giuseppe Nuzzo (2023)

### Webserie
- Mare fuori #confessioni (2022)

### Teatro
- Tredici – il musical contro il bullismo, dirigida por Amelia Mascia (2018)
- Scugnizzi 2.0, dirigida por Amelia Mascia (2019)

## Premios
- Premio Cultural Magister Giovanni Ferrario
  - 2019 - [5]

- 2021
  - Premio en el Concurso Nacional Biesse "Justicia y Humanidad Libres de Elegir" por el cortometraje "Monologo"[6][7]

- David de Donatello
  - 2023 - Premio Revelaciones Italianas[8]

- Nastro d'argento
  - 2024 - 10º aniversario de Hamilton Behind The Camera - Premio especial para Mimì - Il principe delle tenebre[9]

- Ciak de oro
  - 2023 - Nominación como Estrella Emergente Anual por su papel en Mimì - Il principe delle tenebre[10]
  - 2024 - Nominación como Mejor Interpretación del Público Menor de 30 años por su papel en la segunda temporada de Un professore[11]

- 81º Festival Internacional de Cine de Venecia
  - 2024 - Filming Italy Spotlight Award en la categoría «Young Generation» por Mimì - Il principe delle tenebre[12]

- Festival de Cine de Giffoni
  - 2024 - Premio Talento Explosivo[13]

- Next Generation Awards
  - 2023 - Mejor actor revelación[14]
  - 2023 - Premio Especial Generación Ciak[15]

- Premios Vespertilio
  - 2024 - Mejor Actor Principal por Mimì - Il principe delle tenebre[16]